# Viol
Viol (Viola) er en slægt med omkring 500 arter, hvoraf nogle benævnes stedmoderblomst. Arterne er udbredt i de tempererede egne af verden, men med hovedcentre i Nordamerika, Andesbjergene og Japan. 
Violer er en- eller flerårige, urteagtige planter eller halvbuske. De fleste arter har nyre- eller hjerteformede blade. Blomsterne er 5-tallige og uregelmæssige (kun ét symmetriplan), og de tre nederste kronblade er nedadrettede, mens de to øverste er opstående. De vilde arter har kun sjældent blomster, der er mere end 2,5 centimeter brede.

## Arter
Arter med tilknyttet Wikipedia-artikel:
| - Altaistedmoderblomst (Viola altaica) - Agerstedmoderblomst (Viola arvensis) - Træagtig viol (Viola arborescens) - Hundeviol (Viola canina) - Sæterviol (Viola canina ssp. montana) - Hornviol (Viola cornuta) - Stor viol (Viola elatior) - Tørveviol (Viola epipsila) - Fjeldviol (Viola biflora) - Australsk viol (Viola hederacea) - Håret viol (Viola hirta) - Labradorviol (Viola labradorica) | - Forskelligblomstret viol (Viola mirabilis) - Kratviol (Viola riviniana) - Gul viol (Viola lutea) - Martsviol (Viola odorata) - Engviol (Viola palustris) - Rank viol (Viola persicifolia) - Skovviol (Viola reichenbachiana) - Dalviol (Viola selkirkii) - Pinseviol (Viola sororia) - Parmaviol (Viola suavis) - Almindelig stedmoderblomst (Viola tricolor) - Klitstedmoderblomst (Viola tricolor ssp. curtisii) - Sumpviol (Viola uliginosa) |

## Andre arter
| - Viola alba - Viola ambigua - Viola calcarata - Viola canadensis - Viola cenisia - Viola chelmea - Viola comollia | - Viola cretica - Viola dinarica - Viola dubyana - Viola elatior - Viola fragrans - Viola guestphalica - Viola heldreichiana | - Viola humboldtii - Viola isaurica - Viola libanotica - Viola nummulariifolia - Viola pedata - Viola pinnata - Viola pumila | - Viola pyrenaica - Viola rauliniana - Viola sandrasea - Viola scorpiuroides - Viola stagnina - Viola uliginosa - Viola valderia | - Viola vilaensis |

| Krydsninger |

- Havestedmoderblomst (Viola × wittrockiana)